# Зеньковка (приток Тагила)
Зеньковка — река в России, протекает в Алапаевском районе Свердловской области. Устье реки находится в 127 км по правому берегу реки Тагил. Длина реки Зеньковки составляет 10 км.

## Данные водного реестра
По данным государственного водного реестра России, Зеньковка относится к Иртышскому бассейновому округу, речному бассейну Иртыша, речному подбассейну Тобола. Водохозяйственный участок — Тагил от города Нижнего Тагила и до устья.
Код объекта в государственном водном реестре — 14010501512111200005590.